# Беат Лиебанский
Беат Лие́банский (Беат Лье́банский; лат. Beatus Liebanensis, исп. Beato de Liébana) — священник, церковный писатель и богослов VIII века, автор одной из известнейших книг своей эпохи — «Комментарий на Апокалипсис».

## Биография
Беат был монахом-бенедиктинцем в монастыре Святого Мартина Турского (Сан-Мартин-де-Турьено, позднее переименованном в Санто-Торибио-де-Льебана), где впоследствии его рукоположили в священники.
Предположительно в 785 году стал аббатом этого монастыря. 
Существует неподтверждённая версия о том, что он был духовником Адозинды, вдовы Сило — короля Астурии. Сам Беат в своей книге «Liber adversus Elipandum» упоминает лишь о своём присутствии в ноябре 785 года на пострижении бывшей королевы в монахини.
Согласно Элипанду Толедскому (против которого выступал Беат), учеником Беата был Алкуин. Некоторые биографические сведения, а также последнее упоминание о Беате как о живом человеке, почерпнуты из литературного и эпистолярного наследия Алкуина.

## Деятельность
Беат Лиебанский был одним из первых теологов, выступивших с резкой критикой адопцианистских идей архиепископа Элипанда Толедского, что вызвало вражду между ними. В 786 году, полемизируя с архиепископом, Беат (в соавторстве с другим своим учеником — титулярным епископом Этерием Оксоменским) написал сочинение в двух частях «Книга против Элипанда, или Об усыновлении Христа, Сына Божия» (Liber adversus Elipandum, sive de adoptione Christi Filii Dei). Эта книга имеет вид полемического письма и интересна наличием нового для той эпохи диалектического метода.
Беату Лиебанскому приписывают нескольких гимнов, впоследствии введённых в мосарабскую или вестготскую литургию. Наиболее спорно его авторство гимна апостолу Иакову: «О Слово Божие, рождённое устами Отца» (O Dei Verbum Patris ore proditum).

### Толкование на Апокалипсис
Основное сочинение Беата Лиебанского — это «Толкование на Апокалипсис» (Commentarium in Apocalypsin), посвящённое им Этерию Оксоменскому. При жизни автора вышло как минимум три редакции книги: первая в 776 году, вторая в 784 году и третья в 786-м.
Комментарий состоит из 12 глав («книг»), с комментариями в технике катен. Беат активно пользовался многими аналогичными сочинениями, такими как Толкования на Апокалипсис Викторина (Беат был знаком с оригиналами его трудов, а не с переработками Иеронима), а также произведения самого Иеронима, Апрингия и Псевдо-Исидора Севильского, а также блаженного Августина, Амвросия Медиоланского, папы Григория I, святого Фульгенция из Руспе, святого Григория Эльвирского. Благодаря упоминаниям Беата до нас дошли фрагменты толкования на Апокалипсис сторонника донатистского раскола Тиxония Африканца.
Из-за столь большого количества источников книга имеет компилятивный вид и определить собственные взгляды автора практически невозможно. Единственное, что бросается в глаза, — это крайне эсхатологические настроения и ожидание скорого конца света. Беат рассматривает Апокалипсис как отражение истории Церкви. Современную ему действительность он соотносит с концом шестого дня Апокалипсиса, в который будут происходить великие гонения на Церковь и сокращение числа верующих. Сам же конец света автор ожидает в 800 году.

Благодаря Беату в Европе появился первый настоящий триллер
 — Жак Ле Гофф «Рождение Европы»

### Обзор рукописей
Книга традиционно содержит большое количество иллюстраций. Считается, что для первых рукописей Беат Лиебанский делал их сам (или, как минимум, руководил их изготовлением). Так, например, в прологе ко второй книге приведена карта (исп.) регионов миссионерской деятельности апостолов, основанная на данных из сочинений Исидора, Орозия, Иеронима, Августина.
Книга неоднократно копировалось. Первые три редакции книги были сделаны в 776, 784 и 786 годах. В период с X по XII века Комментарий Беата был весьма популярен в Испании и расходился в большом (для тех времён) количестве рукописных списков, получивших даже собственное название — «беаты» (beatos). До нас полностью или фрагментарно дошли 31 манускрипт X—XIII веков, и 11 рукописей, датируемых XIV—XVI веками.
Считается, что с самого начала Беат Льебанский самолично писал иллюстрации (не сохранились). Богато иллюстрированы манускрипты X века, выполненные переписчиками и миниатюристами Магио, Эметерио, Овеко (в городах: Леон, Самора и Паленсия). Так, например, в прологе ко второй книге приведена карта регионов миссионерской деятельности апостолов, основанная на данных из сочинений Исидора, Орозия, Иеронима, Августина. В связи с переработкой текста во второй четверти X века (под влиянием позднекаролингских тенденций) добавились изображения евангелистов, генеалогические таблицы, иллюстрированный комментарий Иеронима на Книгу пророка Даниила. В манускриптах XII—XIII веков проявляется уже романское влияние.